# 田鳩
田鸠（?—?），又名“田系”、“田襄子”、“田俅子”，战国时期宋国人，为墨子的学生。孟胜子死后，将墨家鉅子之位传给了他。
田鸠曾向楚王解释墨子“其言多而不辩”的道理，提到了买椟还珠这个典故。著有《田俅子》一書。《汉书·艺文志》著录《田俅子》三篇，已佚。今有《田俅子》輯文一卷。